# Manzano I
Manzano I es un óleo sobre tela de 109 x 110 cm pintado en 1912 por el pintor austríaco Gustav Klimt.
Perteneciente a la colección privada de Bloch-Bauer, en Viena, el cuadro junto con otros tesoros artísticos propiedad de residentes judíos fue confiscado por el gobierno nazi, y -luego de intensas batallas legales- restituido a la heredera Maria Altmann en 2006 por el gobierno de Austria.